# 蘭科 (瓦爾迪維亞省)
39°27′S 72°47′W / 39.450°S 72.783°W

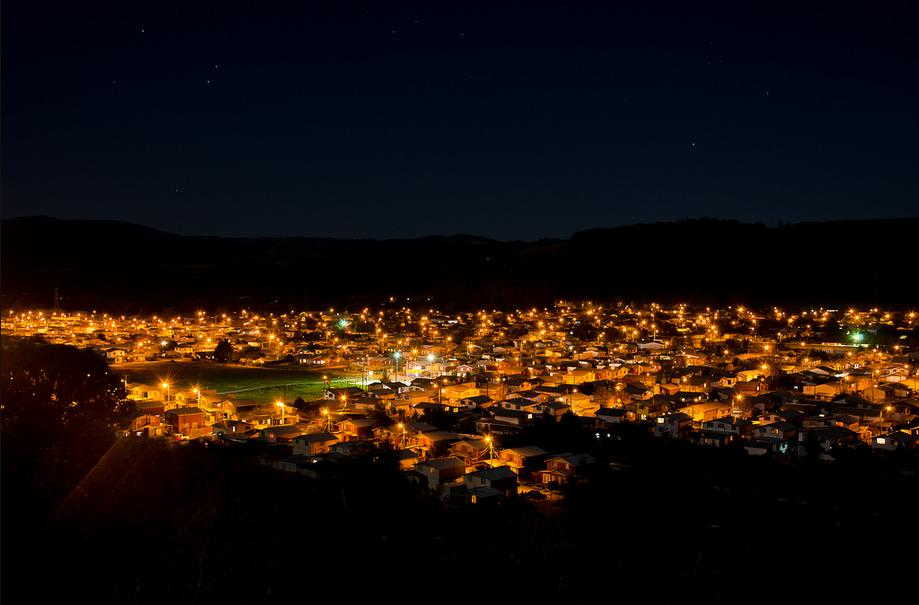

蘭科（西班牙語：Lanco），是智利的城市，位於該國中南部河大區的瓦爾迪維亞省，始建於1917年12月28日，面積532.4平方公里，海拔高度62米，2012年人口15,836人，人口密度每平方公里30人。